# Enacrosoma quizarra
Enacrosoma quizarra là một loài nhện trong họ Araneidae.
Loài này thuộc chi Enacrosoma. Enacrosoma quizarra được Herbert Walter Levi miêu tả năm 1996.